# Bactrocera abdoaurantiaca
Bactrocera abdoaurantiaca
 es una especie de díptero que Drew describió por primera vez en 1989. Bactrocera abdoaurantiaca pertenece al género Bactrocera de la familia Tephritidae.

## Distribución
Bactrocera abdoaurantiaca se distribuye por Nueva Guinea.